# Pietro Genovesi
Pietro Genovesi (né le 27 juin 1902  à Bologne et mort le 5 août 1980) était un footballeur et entraîneur italien ayant fait toute sa carrière à Bologne.

## Biographie
En tant que milieu de terrain, Pietro Genovesi fut international italien à dix reprises (1921-1929) pour aucun but marqué. Il remporta la Coupe internationale 1927-1930 avec la Squadra Azzurra et participa aux JO de 1928, ne jouant que le match pour la médaille de bronze contre l'Égypte, remportant la médaille de bronze.
Il fit toute sa carrière avec le Bologne FC : en tant que joueur, pendant quatorze saisons, il remporta deux scudetti (1925 et 1929) et une coupe Mitropa en 1932 ; en tant qu'entraîneur, il remporta une coupe Mitropa en 1934.

## Clubs

### En tant que joueur
- 1919-1933 :  Bologne SC

### En tant qu'entraîneur
- 1933-1934 :  Bologne SC
- 1946 :  Bologne FC
- 1949 :  Bologne FC

## Palmarès

### En tant que joueur
- Jeux olympiques
  - Médaille de bronze en 1928
- Coupe Mitropa

- - Vainqueur en 1932
- Championnat d'Italie de football
  - Champion en 1925 et en 1929
  - Vice-champion en 1921 et en 1932
- Coupe internationale
  - Vainqueur en 1927-1930

### En tant qu'entraîneur
- Coupe Mitropa
  - Vainqueur en 1934